# Palais Beichlingen
 (mai 2023).
Motif : forme
 (août 2020).

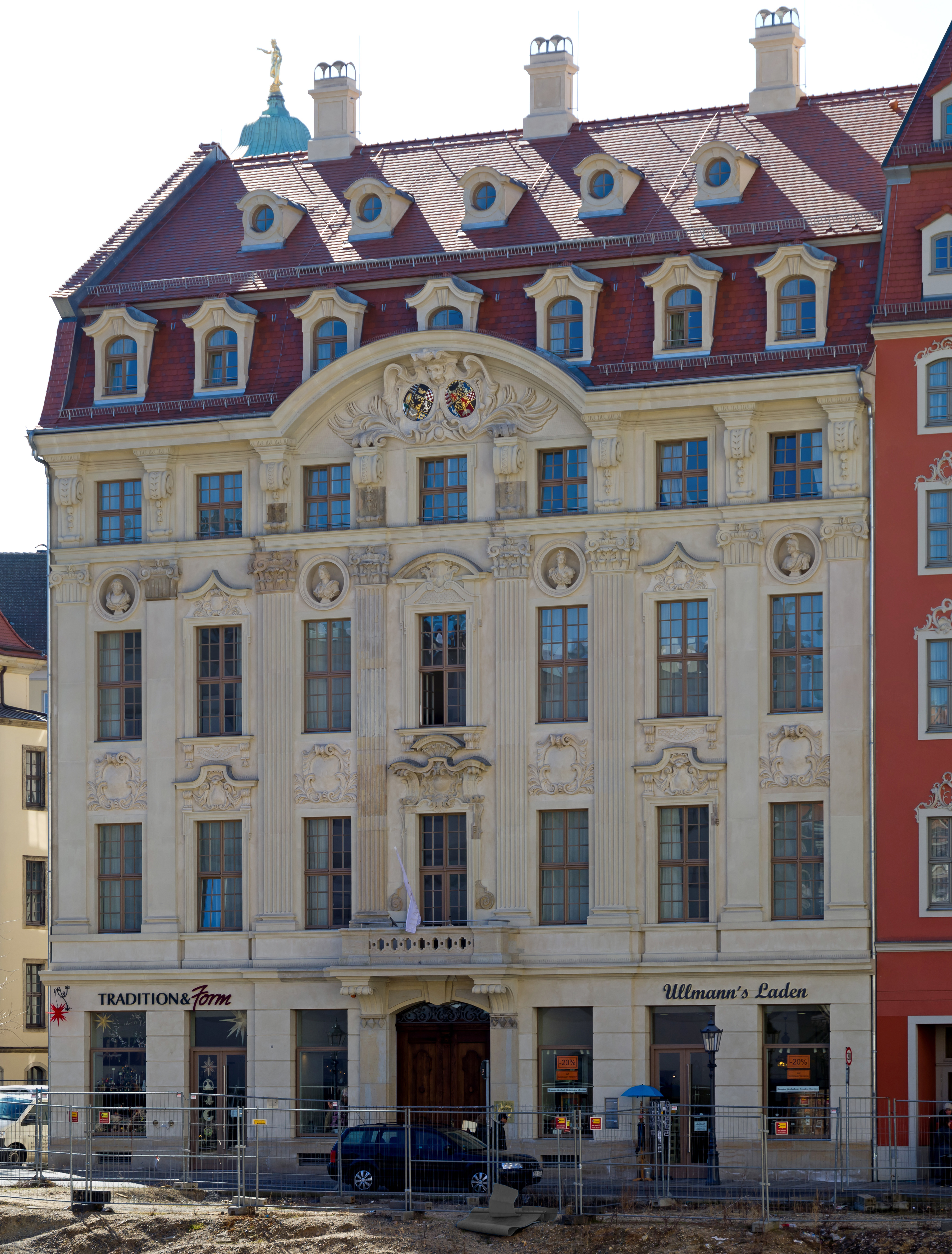
Le British Hotel sur Landhausstrasse (mars 2011).

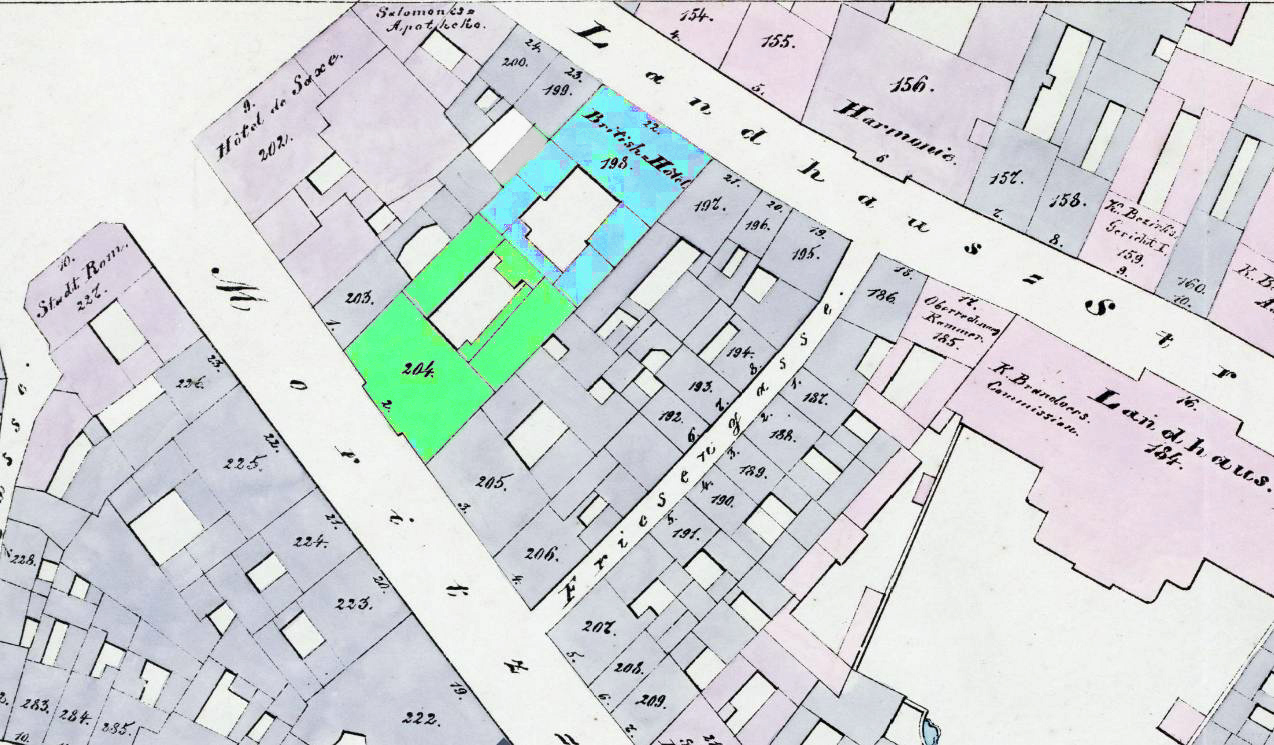
Le Palais Beichlingen sur une carte des années 1860. Le British Hotel est en bleu, le Palais de Saxe en vert. La Landhaus est sur la droite.

Le Palais Beichlingen est un palais baroque construit en 1715 près du Neumarkt à Dresde. Il est situé entre la Pirnaische Gasse (aujourd'hui Landhausstrasse) et la Moritzstrasse, avec des façades des deux côtés. Peu de temps après la construction, les deux parties du bâtiment sont structurellement séparées. La partie intérieure de la Pirnaische Gasse est connue sous le nom de British Hotel, la partie sud du palais est connue sous le nom de Palais de Saxe. Le British Hotel est reconstruit de 2008 à 2010.

## Histoire

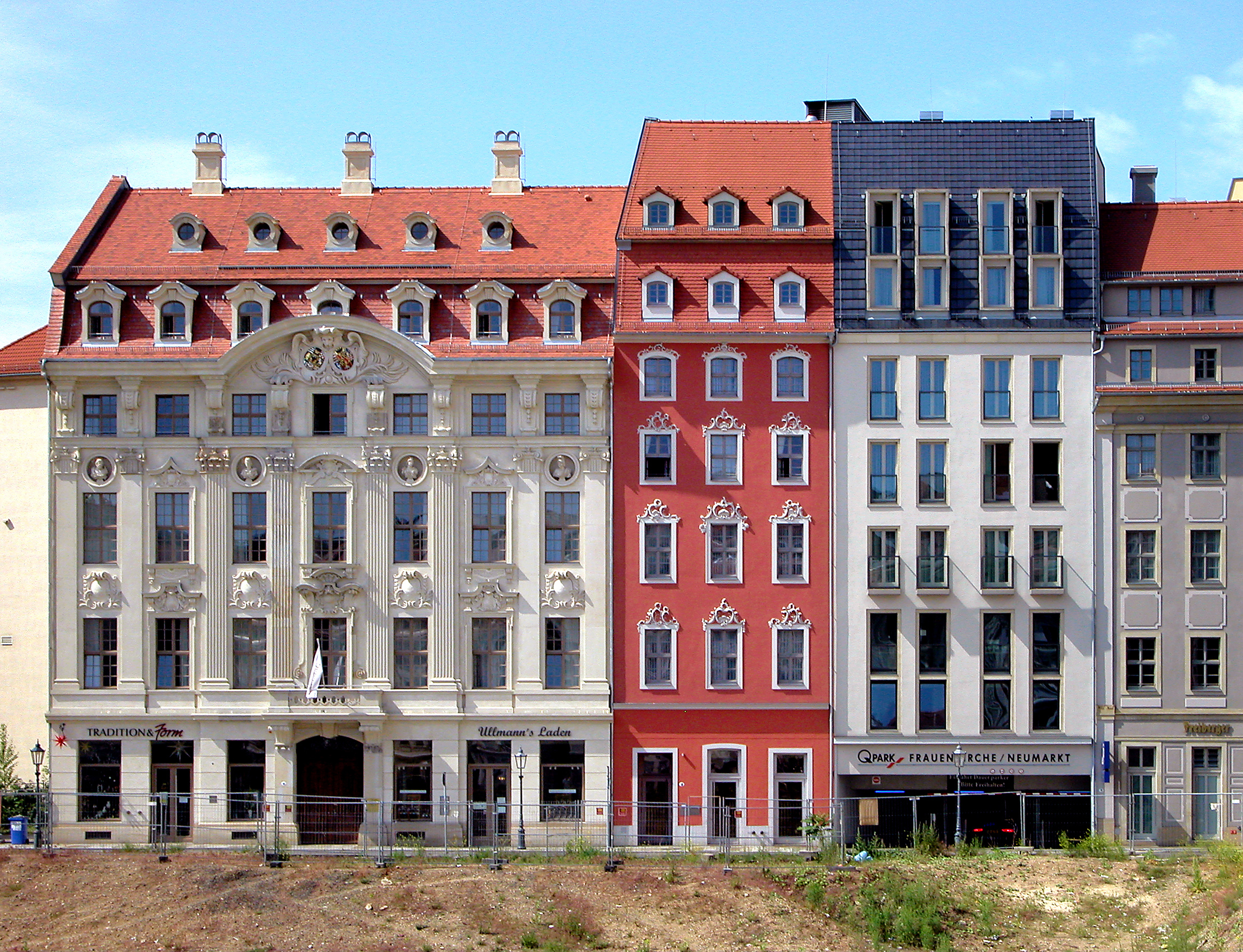
Landhausstraße 6, Palais Beichlingen (British Hotel), puis no 4 et 2.

Le palais est construit entre 1712 et 1715 sous la direction de George Bähr et George Haase (de). Le client est le grand chancelier et maréchal Wolf Dietrich von Beichlingen (de).
En 1752, Rahel Louise comtesse von Hoym née von Werthern acquiert le palais et fait apposer ses propres armoiries familiales et celles de ses enfants sur la façade.
Pendant la guerre de Sept Ans, les deux bâtiments, en particulier le Palais de Saxe, sont endommagés par les bombardements prussiens et reconstruits quelques années plus tard. Depuis le début du XIXe siècle, la partie du bâtiment faisant face à la Landhausstrasse est utilisée comme hôtel, accueillant principalement des voyageurs britanniques. Après la Première Guerre mondiale, la maison est utilisée comme bâtiment résidentiel et commercial. Le Palais de Saxe est reconstruit en 1887 par Oswald Haenel (de). Les deux moitiés du bâtiment sont complètement détruites lors des raids aériens à Dresde du 13 février 1945.

### Reconstruction
En 2008-2010, la société suisse Hapimag AG reconstruit le British Hotel comme complexe de maisons de vacances haut de gamme. La société Hapimag reconstruit la façade du bâtiment fidèlement à l'original en utilisant des parties de façade existantes, et restauré des parties des voûtes de la cave.